# Archivos Prelinger
Los Archivos Prelinger (Prelinger Archives, en inglés) es una colección de películas, en su mayoría cortos, relacionadas con la historia cultural de los Estados Unidos, la evolución del paisaje estadounidense, la vida cotidiana y la historia social, y realizados y distribuidos con fines industriales y educativos.
Tuvo su sede en la ciudad de Nueva York de 1982 hasta 2002 y a partir de esa fecha en San Francisco. Están incluidos y disponibles en Internet Archive.

## Historia
Los Achivos fueron fundados por Rick Prelinger en 1982 con la idea de preservar lo que el llama películas «efímeras»; publicidades corporativas y películas promocionales (de 1914 a 1980), películas educativas, producciones para el gobierno de los Estados Unidos, anuncios comerciales de televisión, trailers (publicidades) de cine y comerciales, noticieros, películas y grabaciones caseras y amateur, y otros con significados culturales variados, que por lo general, se produjeron para cumplir propósitos específicos en momentos específicos, y muchas existen hoy en día solo por casualidad o accidente.
Alrededor del 65% de los fondos del Archivo están a disposición de cualquiera en el dominio público, es decir que carecen de copyright, o bien porque sus derechos de autor han expirado o porque eran producciones estadounidenses que se publicaron sin el registro de derechos de autor adecuado.

## Propósito
El propósito de los Archivos Prelinger es el de «recopilar, preservar y facilitar el acceso a películas de importancia histórica que no se hayan recopilado en ningún otro lugar, para que todos las puedan utilizar».
Hasta 2001, los Archivos constaban de más de 60.000 películas completas de distinta duración y más de 30  000 rollos de película sin editar. En 2002, la Biblioteca del Congreso estadounidense compró la colección física y entre 2002 y la primavera de 2005, los archivos aumentaron al comprar más de 4 000 películas en vídeo y casi 30 000 rollos de película. Los Archivos hicieron dos donaciones posteriores a la Biblioteca del Congreso en un total de unos 65.000 rollos de película, principalmente títulos industriales y educativos. A partir de la primavera de 2015, los Archivos tenían alrededor de 8000 películas en cinta de video y formato digital, aproximadamente 14 000 películas caseras y 1000 películas industriales y patrocinadas adquiridas desde 2002. 
En comparación con muchos otros archivos de imágenes en movimiento, los Archivos Prelinger proporciona un nivel relativamente alto de acceso público a sus colecciones. 
Están disponibles más de 8 500 películas en dominio público para descargar y reutilizarse sin restricciones en Internet Archive, disponibles bajo la licencia de uso de producción por Getty Images.

## Galería de imágenes
- Primera parte de la película documental Perversion for Profit, que forma parte de los Archivos.

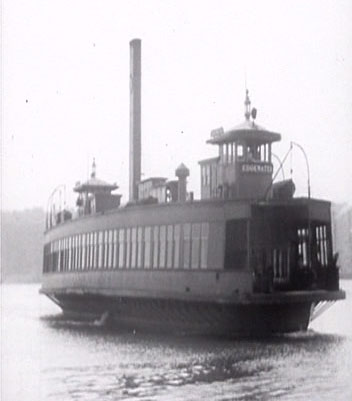
El ferry de la calle 125 de Nueva York en 1941.
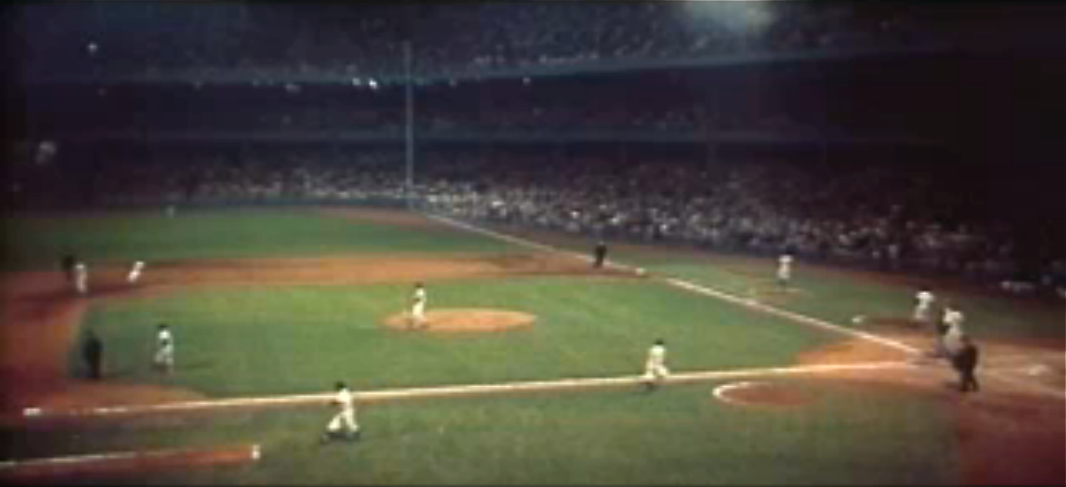
Captura de pantalla del estadio de los Yankees, 1956.

## En la cultura popular
- Fragmentos de películas del archivo aparecieron en el videoclip de Weird Al Yankovic, «Straight Outta Lynwood, Páncreas»,[1] y el documental «Peak Oil» de The End of Suburbia.

- Michael Moore utilizó fragmentos para su documental de 1989 «Roger & Me» y en los créditos finales agradece por las imágenes de archivo.

- El grupo musical español Vetusta Morla utilizó fragmentos para el videoclip de su sencillo 'Golpe Maestro' publicado en febrero de 2014.